# 聖アンナと聖母子と幼児聖ヨハネ
『聖アンナと聖母子と幼児聖ヨハネ』（せいアンナとせいぼしとようじせいヨハネ、伊: Cartone di sant'Anna）は、ルネサンス期のイタリア人芸術家レオナルド・ダ・ヴィンチが描いたドローイング。貼り合わされた8枚の紙に、木炭と、白黒のチョークで描かれた作品で、ロンドンのナショナルギャラリーが所蔵している。その大きさから絵画作品の原寸大下絵として制作されたと考えられているが、このドローイングを直接の下絵としたレオナルドの作品は存在していない。
幼児キリストを抱く聖母マリアがその母である聖アンナの膝に座り、その右にキリストの従兄弟の幼児聖ヨハネが立っているという構図である。レオナルドの最初のミラノ時代末期にあたる1499年から1500年ごろ、あるいはフィレンツェとミラノを行き来していた1506年から1508年ごろにかけて描かれたと考えられている。多くの研究者が1506年から1508年説を支持しているが、『聖アンナと聖母子と幼児聖ヨハネ』を所蔵しているナショナル・ギャラリーなどは1499年から1500年説を採用している
。

## 主題

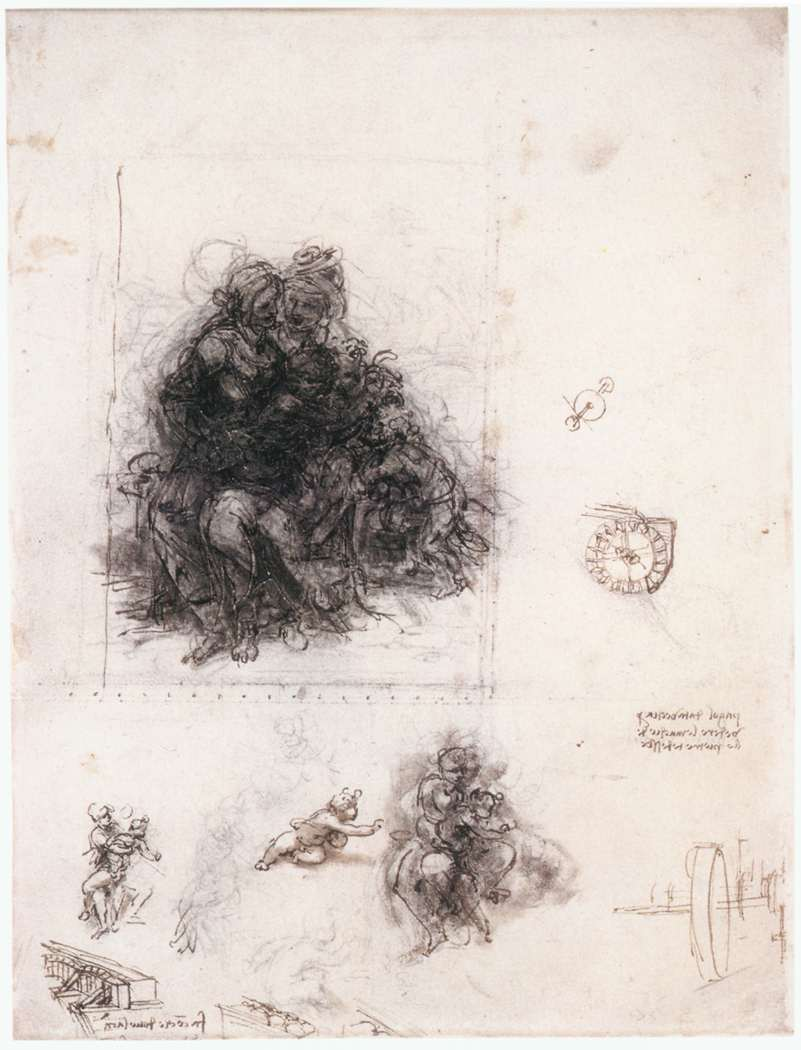
ロンドンの大英博物館が所蔵している習作。

『聖アンナと聖母子と幼児聖ヨハネ』は、15世紀ルネサンス期のフィレンツェ絵画作品によく見られる「聖母子と洗礼者聖ヨハネ」および「聖母子と聖アンナ」という二つの主題を合わせたものである。
絡み合うように描かれた人物像の複雑な配置は、キャリア初期の作品『ブノアの聖母』を思わせる構図になっている。マリアとアンナの膝はそれぞれ反対の方向を向いており、さらにマリアの下半身は画面左側へ、上半身は画面右側へとしなやかな動きで表現されている。マリアとアンナの膝と脚が上下方向への激しいリズムを感じさせつつも、衣服に包まれて開かれた両脚はしっかりと地面を踏みしめた、堅牢な構成となっている。マリアとアンナの下半身は別々の方向を向いているが、よく似た両者の顔は親しげに寄り添っている。マリアとアンナの上半身が明確に描き分けられていないことから、両者は同じ身体の習作から顔だけを変えて描き写された可能性がある。
捻られたマリアの身体の向きは、腕に抱く幼児キリストの動きに合わせたものである。キリストの身体はほぼ水平になるまで伸ばされ、下半身は上向き、上半身は下向きに身をよじっている。このような構図は、未完に終わったレオナルドの『東方三博士の礼拝』を始め、大英博物館が所蔵する聖母子と猫を描いた様々な習作などに多く残されている。
横並びに描かれたマリアとアンナの顔は『聖アンナと聖母子と幼児聖ヨハネ』の作品構成上、極めて大きな意味を持っている。幼児キリストの顔の角度、陰影表現、視線の向きはマリアの顔と同じで、幼児ヨハネのそれらはアンナの顔と同じになっている。各人物を照らし出す光から、この作品の主人公は二人で、あとの二人は脇役として配されていることが鑑賞者に分かるようになっている。四名の視線は密接に関連している。娘マリアを愛情を込めた眼差しで見つめるアンナの視線は、娘を誇らしく思う母親としてのものだけでなく、マリアが聖歌マニフィカトで「いつの世の人もわたしを幸せな者と呼ぶ」と賛美されるような存在であることへの畏敬の念がこめられている。マリアの視線はキリストに注がれている。そのキリストは、30年後に自身に洗礼を施すことが運命づけられた従兄弟のヨハネの頭上に、祝祷の仕草で手をかざしている。キリストよりもヨハネの方が年長であるが、「わたしはその人のくつのひもを解く値うちもない」と自ら語るようにヨハネはキリストからの祝福を敬虔に受け入れている。幼児二人の頭のすぐ近くに描かれたアンナの人差し指は真っすぐ天国を指し示しており、祝福がもともとは天国に由来することを表していると考えられる。この謎めいた仕草はレオナルドの絵画作品の典型ともいえるもので、『最後の晩餐』の使徒トマスや、『洗礼者聖ヨハネ』のヨハネが同様の仕草で描かれている。

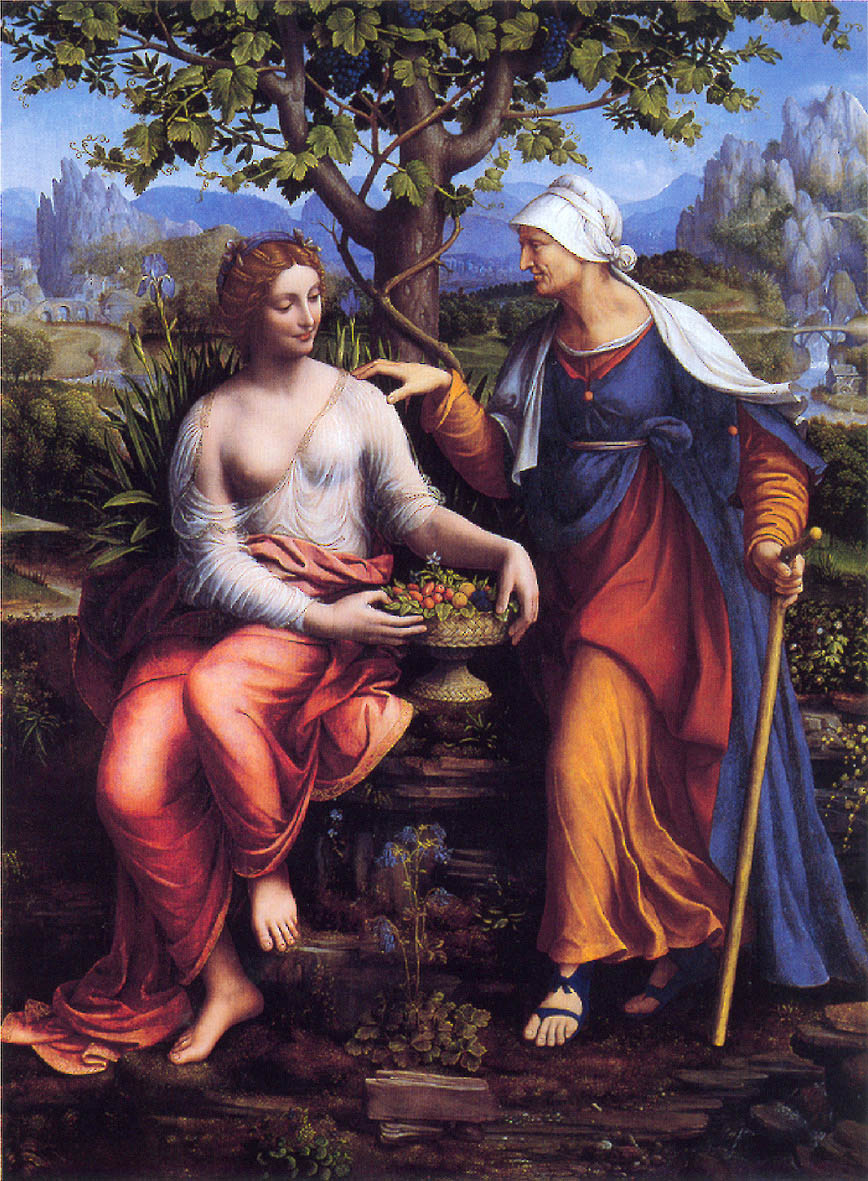
レオナルドの弟子フランチェスコ・メルツィの『ウェルトゥムヌスとポモナ』（1518年 - 1522年）、絵画館（ベルリン）所蔵。未画面左の果実神ポモナは『聖アンナと聖母子と幼児聖ヨハネ』のマリアと同じ姿形で描かれている。

原寸大の下絵の場合であれば絵画作品の支持体となる板に張り付け、輪郭に沿ってピンで穴をあけるか、薄く切り込みを入れることによって下絵を支持体に写し取っていくことが通例である。しかしながらこの『聖アンナと聖母子と幼児聖ヨハネ』には、そのような作業に使用された痕跡は見られない。このことについて、『聖アンナと聖母子と幼児聖ヨハネ』が単なる下絵ではなく、それ自体が美術作品として保管されたのではないかといわれている。レオナルドは『聖アンナと聖母子と幼児聖ヨハネ』を直接の下絵とした絵画を描かなかった。類似した構成の作品としては、ルーヴル美術館が所蔵する『聖アンナと聖母子』があるが、こちらの作品には洗礼者ヨハネが描かれていない。『聖アンナと聖母子と幼児聖ヨハネ』をもとに描かれた作品に、ミラノのアンブロジアーナ図書館が所蔵する、レオナルドの弟子ベルナルディーノ・ルイーニの作品がある。また、同じくレオナルドの弟子フランチェスコ・メルツィ の『ウェルトゥムヌスとポモナ』に描かれている果実神ポモナは、『聖アンナと聖母子と幼児聖ヨハネ』のマリアと同じ姿形で描かれている。

## 来歴
『聖アンナと聖母子と幼児聖ヨハネ』は制作年も制作場所も判明していない。この作品に最初に言及したのはマニエリスム期のイタリア人画家、美術史家ジョルジョ・ヴァザーリの著書『画家・彫刻家・建築家列伝』である。16世紀半ばに出版されたこの書籍には、レオナルドがフィレンツェの修道院に客人として滞在していたときに『聖アンナと聖母子と幼児聖ヨハネ』の制作が開始されたと記されている。さらに『画家・彫刻家・建築家列伝』には、祭礼に詰めかける群衆のように、老若男女が二日間にわたってこの作品を見物にやってきたとなっている。
制作年を1498年から1499年とするのは、セバスティアーノ・レスタ神父が、16世紀のイタリア人画家でヴァザーリと同様に芸術家列伝の執筆者としても知られるジョヴァンニ・ピエトロ・ボロッリ (en:Giovanni Pietro Bellori) に宛てた、レオナルドがフランス王ルイ12世の依頼で絵画の下絵をミラノで描いたという書簡に依っている。制作年については多くの研究者に支持されてきたが、ルイ12世と『聖アンナと聖母子と幼児聖ヨハネ』との関連性についてはほぼ否定されている。また、現代の美術史家のなかには1490年代半ばとする説や、カルロ・ペドレッティやケネス・クラークのように1508年から1510年とする説もある。オクスフォード大学教授で美術史家のマーティン・ケンプ (en:Martin Kemp) は、大英博物館が所蔵するレオナルドの下絵や『アトランティコ手稿』のドローイングと『聖アンナと聖母子と幼児聖ヨハネ』との類似性から、1507年から1508年に描かれたのではないかとしている。
17世紀には『聖アンナと聖母子と幼児聖ヨハネ』はミラノのアルコナティ伯爵家が所蔵していた。1721年にカスネディスという人物の所有となってヴェネツィアのセグレドへと持ち込まれ、1763年にイングランドのヴェネツィア駐在大使の兄ロバート・アドニーに売却された。その後1791年以前にロンドンのロイヤル・アカデミー・オブ・アーツの所有となり、当時の財産目録にも記載されている。このため、ロイヤル・アカデミー・オブ・アーツの建物にちなんで『バーリントン・ハウスの下絵』と呼ばれることもある。
1962年に『聖アンナと聖母子と幼児聖ヨハネ』は800,000ポンドの価格で売りに出された。イギリス国外流出のおそれが高まるなか、ナショナル・ギャラリーが『聖アンナと聖母子と幼児聖ヨハネ』の展覧会を開催した。この展覧会は4カ月ちょっとで25万人の観客を集め、多くの観客が『聖アンナと聖母子と幼児聖ヨハネ』をイギリスに留める資金援助の寄付を行った。さらにイギリスの美術品基金であるアートファンド (en:The Art Fund) からの協力もあって売却価格相当の金額に達し、『聖アンナと聖母子と幼児聖ヨハネ』はナショナル・ギャラリーが1962年に買い取った。 この購入劇の10年後に、イギリス人作家、美術評論家のジョン・バージャーが「それ（『聖アンナと聖母子と幼児聖ヨハネ』）に新たな素晴らしい価値らしきものが加わった。作品の見た目でも作品の意義でもない。新たに獲得した感動的にして謎めいたもの、それは市場価格だ」と皮肉っている。
『聖アンナと聖母子と幼児聖ヨハネ』がナショナル・ギャラリーに展示された直後の1962年に、一人の観客からインク壺を投げつけられたたことがある。インク壺は割れず、インクが飛び散ることもなかったが、画肌表面がかるく損傷している。1987年7月には、銃身を切り詰めたショットガンでおよそ7フィートの距離から銃撃された。精神疾患だといわれるロバート・ケンブリッジという男の犯行で、逮捕後に「イギリスの政治、社会、経済状態」に対する反感を示すために犯行に及んだと語っている。銃弾が『聖アンナと聖母子と幼児聖ヨハネ』を貫通することはなかったが、砕け散った保護ガラスの破片がマリアの衣服部分に直径6インチの穴をあけた。1988年1月から、ナショナル・ギャラリーの首席修復官マーティン・ワイルドらによって本格的な修復が開始され、大英博物館、テート・ギャラリー、ヴィクトリア&アルバート博物館、ウィンザー王立図書館などの機関もこの修復に協力している。